# Achrysocharoides robinicolus
Achrysocharoides robinicolus is een vliesvleugelig insect uit de familie Eulophidae. De wetenschappelijke naam is voor het eerst geldig gepubliceerd in 2010 door Hansson & Shevtsova.